# Aleksandr Sobolev
Aleksandr Sergejevitj Sobolev, född 7 mars 1997, är en rysk fotbollsspelare som spelar för Spartak Moskva och Rysslands landslag.